# Willy Schwabacher

Willy Schwabacher (zwischen 1927 und 1931)

Wilhelm Heinrich Schwabacher (* 22. Juli 1897 in Frankfurt am Main; † 30. August 1972 in Stockholm) war ein aus Deutschland stammender Numismatiker, der ab 1943 in Schweden lebte. Sein Spezialgebiet waren antike griechische Münzen.

## Leben
Wilhelm „Willy“ Schwabacher kam aus einer Familie von Münzhändlern und Numismatikern, sein Großvater war der Münzhändler Adolph E. Cahn (1839–1918), seine Mutter war dessen Tochter Anna, sein Vater Heinrich Wilhelm Schwabacher (1852–1908) war Kaufmann und Münzhändler. Sowohl seine Onkel Julius Cahn (1872–1935) und Ludwig Cahn (1877–1924) wie seine Cousins Erich B. Cahn (1913–1993) und Herbert A. Cahn (1915–2002) waren als Numismatiker tätig. Willy Schwabachers Schwester war die Grafikerin Cornelia Bertha Schwabacher (Nelly Rossmann) (1899–1957), die bis zu ihrer Entlassung im Jahre 1935 aufgrund ihrer jüdischen Religionszugehörigkeit bei der Frankfurter Zeitung und später im Londoner Exil für die Emigrantenzeitschrift Die Zeitung arbeitete. Deren Sohn, der Biologe Michael Rossmann, war Schwabachers Neffe.
Nach dem Abitur war Willy Schwabacher von 1916 bis 1918 Soldat im Ersten Weltkrieg. 1918 begann er ein Studium der Architektur an der Technischen Hochschule Darmstadt, studierte dann aber ab 1921 an der Ludwig-Maximilians-Universität München Klassische Archäologie, Alte Geschichte und Kunstgeschichte. 1922 verbrachte er ein Semester an der Universität Berlin und studierte bei Kurt Regling. Am 31. Juli 1924 wurde er bei Paul Wolters mit einer Arbeit Die Tetradrachmenprägung von Selinunt promoviert. Von 1927 bis 1930 war er als Assistent am Museum in Augsburg tätig. 1931/1932 bearbeitete er Teile der Münzsammlung der Universitätsbibliothek Erlangen. 1932 bis 1933 bereiste Schwabacher mit dem Reisestipendium des Deutschen Archäologischen Instituts Italien, Griechenland und die Türkei. Daran anschließend arbeitete er zwei Jahre auf der Grabung des Deutschen Archäologischen Instituts im Kerameikos in Athen. Er wurde aus rassischen Gründen, Schwabacher war Jude, 1935 von der Grabung und aus dem Institut ausgeschlossen.
Zunächst fand Schwabacher wie andere deutsche Archäologen im Exil Unterschlupf beim Österreichischen Archäologischen Institut Athen, im März 1938 ging er nach London, im Frühjahr 1939 nach Dänemark. Hier arbeitete er am Königlichen Münzkabinett im Nationalmuseum in Kopenhagen. Als die Gestapo im Oktober 1943 die Deportation aller jüdischen Bewohner der Stadt vorbereitete, gehörte Schwabacher zu den Juden, die vom dänischen Widerstand nach Schweden gerettet wurden. Schwabacher blieb in Schweden, wurde 1954 schwedischer Staatsbürger und kehrte aus beruflichen Gründen nicht mehr nach Deutschland zurück. Er trat in den Freien Deutschen Kulturbund ein und arbeitete zunächst kurz als Archivarbeiter. 1952 wurde Schwabacher Dozent an der Universität Stockholm, wo er schließlich „Professor für die Hilfswissenschaften der Alten Geschichte, besonders Numismatik“ wurde. Von 1954 bis zu seinem Ruhestand 1963 arbeitete er als Konservator am Königlichen Münzkabinett. Eine Gastprofessur führte ihn 1965/66 an die Princeton University. Er übersetzte auch schwedische Fachliteratur ins Deutsche.

## Schriften (Auswahl)
Ein vollständiges Schriftenverzeichnis von Willy Schwabacher findet sich in Schweizerische Numismatische Rundschau 46, 1967, S. 5–24 (Digitalisat) und 52, 1973, S. 162–166 (Digitalisat).
- Die Tetradrachmenprägung von Selinunt. In: Mitteilungen der Bayerischen Numismatischen Gesellschaft 43, 1925, S. 1–89.
- mit Friederike Gutmann: Die Tetradrachmen- und Didrachmenprägung von Himera. In: Mitteilungen der Bayerischen Numismatischen Gesellschaft 47, 1929, S. 101–144.
- Die Voit von Salzburg’sche Münz- und Medaillensammlung der Universitätsbibliothek Erlangen. Kress & Hornung, München 1933.
- Sylloge Nummorum Graecorum. The Royal Collection of Coins and Medals, Danish National Museum
  - Part I–III (Italy), part VI (Thrace I). Kopenhagen 1942.
  - Part VII (Thrace II), part XI (Thessaly, etc.), part XII (Epirus-Acarnania). Kopenhagen 1943.
  - Part XIII (Aetolia-Euboea), part XIV (Attica-Aegina), part XV (Corinth), part XVI (Phliasia-Laconia). Kopenhagen 1944.
- Das Demareteion (= Opus nobile Heft 7). Dorn, Bremen 1958.
- Grekiska mynt ur Konung Gustaf VI Adolfs samling. Allhem, Malmö 1962.
  - deutsch Griechische Münzkunst. Kurze Kunstgeschichte an Beispielen aus der Sammlung S. M. Gustav VI. Adolf, König von Schweden. von Zabern, Mainz 1974.